# Jimmy Bosch
Jimmy Bosch (18 de octubre de 1959, Jersey City, Nueva Jersey), alias "El Trombón Criollo", es un trombonista, compositor y productor de jazz afrocubano, salsa y música cubana.
Es el cuarto de nueve hermanos de una familia pobre de inmigrantes puertorriqueños provenientes de Arecibo, Puerto Rico. Tocando desde los once años, a los trece ya formaba parte de diferentes bandas locales de música latina. Con 18 años, mientras estudiaba música clásica en Rutgers University, conoce a Manny Oquendo y se incorpora a su banda. Toca con Manny Oquendo alrededor de dos décadas; después llega a trabajar con Marc Anthony. En 1996 crea su propia banda, "Los Masters", con quien graba dos álbumes. Posee su propio sello discográfico, JRGR Records.

## Discografía
- 1998: Soneando Trombón (Rykodisc)
- 1999: Salsa Dura (Rykodisc)
- 2004: El avión de la salsa (JRGR)
- 2008: Jimmy Bosch All-Star Band - Live In Puerto Rico (DVD, JRGR)
- 2009: ¡A Millón! (JRGR)

## Participaciones
- Orquesta Novel, A Mi Me Gustó (1981), Prestige (1984)
- Chocolate Armenteros, Y Sigo Con Mi Son — Lo Mejor Vol. 2 (1982)
- Lebron Brothers, El Boso (1988)
- La Exclusiva, La Exclusiva (1988)
- Ray Barretto, Soy Dichoso (1992)
- Manny Oquendo Y Libre, Ritmo, Sonido, Y Estilo, Ahora (1993)
- Santiago Ceron, Mi Campeón Jukin (1994)
- Israel "Cachao" López, Master Sessions, Volumes 1&2 (1994/1995)
- Willie Colón & Rubén Blades, Tras la tormenta (1995)
- Corrine & The Lebron Brothers, Ahora Te Toca A Ti (1995)
- Las Estrellas Cobo, Descarga In New York (Caiman All-Stars) (1995) & Descarga del Milenio (1997)
- Paquito d'Rivera, Tropicana Nights: Un Paraíso Bajo Las Estrellas De Cuba (1999)
- Israel "Cachao" López, Cuba Linda (2000)
- The Conga Kings, Jazz Descargas (2001)
- Nelson González, Pa' Los Treseros (2001)
- The Spanish Harlem Orchestra, Across 110th Street (2004)
- George Delgado, Mi Ritmo Llegó (2004)
- Ricky González, Oasis (2004)
- Los Amigos Invisibles, The Venezuelan Zinga Son, Vol. 1 (2004)
- Anthony Blea Y Su Charanga, Virgen De La Caridad (2004)
- Grupo Esencia, De Ayer A Hoy - Raíces Esenciales (2005)
- Pablo "Chino" Nuñez, It's SHO Time: Strictly Hardcore On 1 Or 2 - Tribute To The Dancers (2005)
- Son Café & Ralph Irizarry, Bailando Con… ¡Azúcar! (2005)
- Grupo X, Food For Your Latin Soul (2006)
- Tránsito, La Nueva Combinación (2006)
- Masacote, Masacote (2006)
- Momposonica, Momposonica (2006)
- Machito Orchestra, Jammin’ in the Bronx
- Víctor Manuelle, Ahora Me Toca a Mí